# Tom Fahlén
Tom Tomas Raestad Fahlén, född 16 februari 1937 i Nyköpings församling i Södermanlands län, är en svensk läkare.
Tom Fahlén är son till läkaren Torbjörn Fahlén och Tove Raestad. Efter genomgången läkarutbildning fick han sin legitimation 1965 och blev senare specialist i allmän psykiatri och överläkare vid Borlänge sjukhus. Han disputerade 1995 vid Göteborgs universitet på en avhandling om medicinering vid social fobi. Han är författare till publikationer om bipolär sjukdom och depression och var 2003 med och grundade Intresseföreningen bipolär sjukdom (IBIS). Han är också medförfattare till en bok om Kuba.
Tom Fahlén var 1961–1963 gift med Ingrid Egge (född 1941) och 1974 med författaren Vanna Beckman (född 1938) till hennes död 2022.